# Cayaponia espelina
Cayaponia espelina là một loài thực vật có hoa trong họ Cucurbitaceae. Loài này được (Silva Manso) Cogn. mô tả khoa học đầu tiên năm 1881.

## Hình ảnh

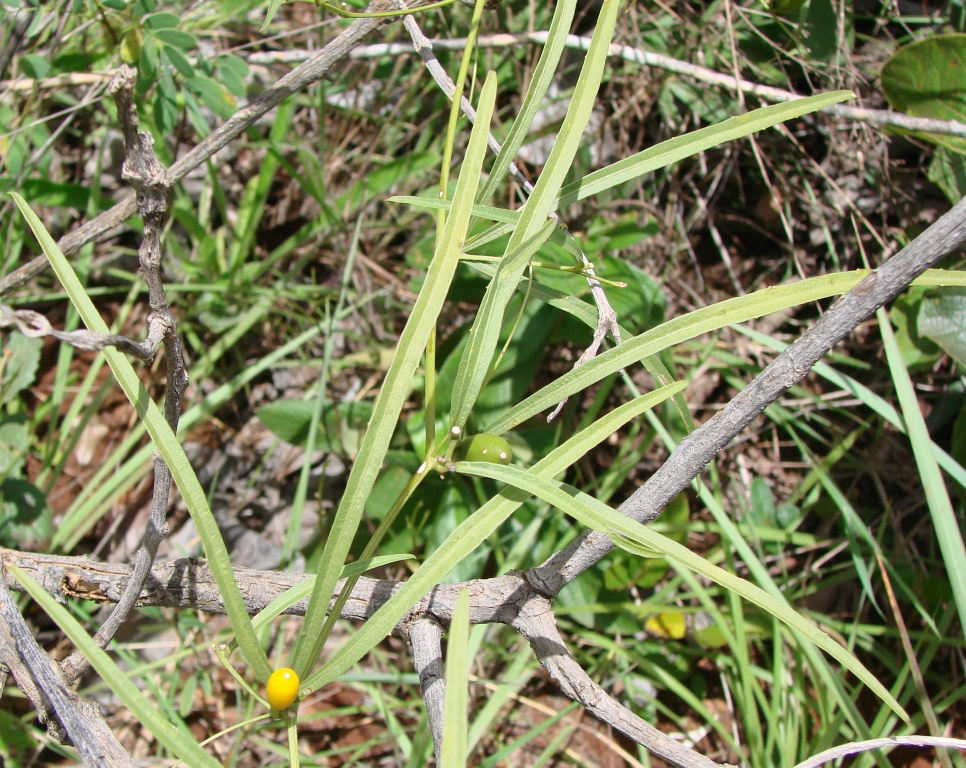
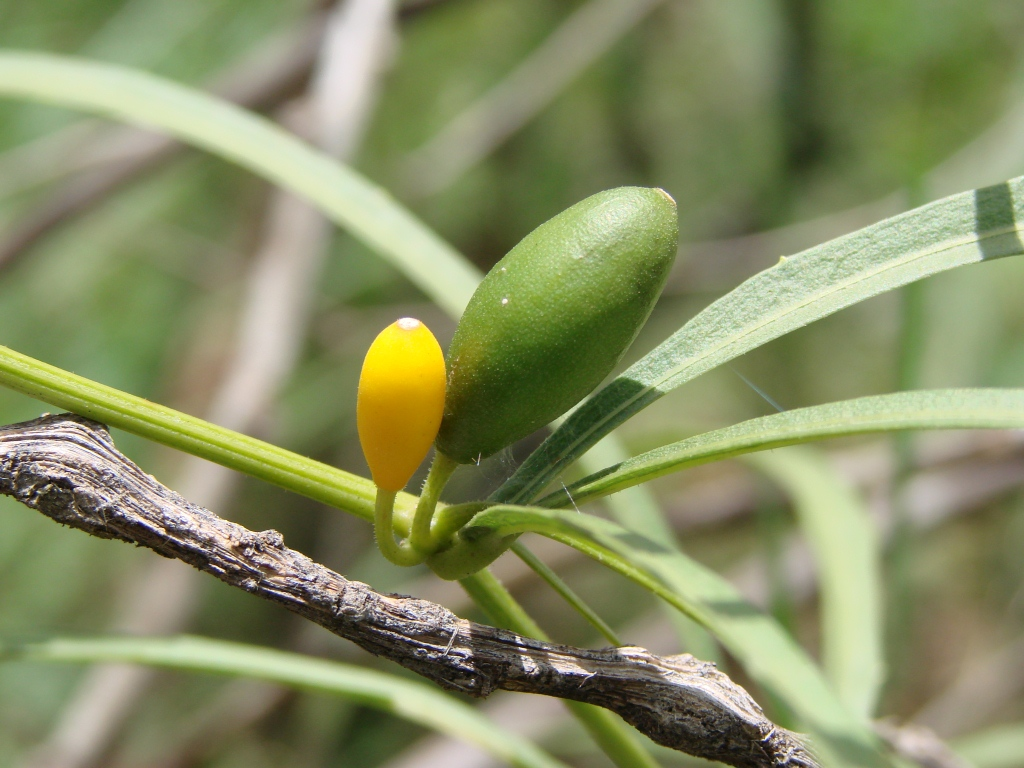